# Jon Rønningen
Jon Rønningen (* 28. listopadu 1962 Oslo, Norsko) je bývalý norský reprezentant v zápasu. V letech 1984 až 1996 čtyřikrát reprezentoval Norsko na letních olympijských hrách v řecko-římském zápase. V roce 1988 v Soulu a v roce 1992 v Barceloně vybojoval zlatou olympijskou medaili. V roce 1985 vybojoval zlato na mistrovství světa, v roce 1986 stříbro a v roce 1991 bronz. Na mistrovství Evropy vybojoval v roce 1990 zlato, v roce 1988 stříbro a v roce 1986 bronz. Všechny tyto výsledky dosáhl ve váhové kategorii do 52 kg.
V roce 1988 byl vyhlášen norským Sportovcem roku. Jeho bratr Lars byl také norským reprezentantem v zápasu.